# Acquisto Gadsden

L'Acquisto Gadsden (mostrato in giallo assieme alle principali città e agli attuali confini di Arizona e Nuovo Messico)

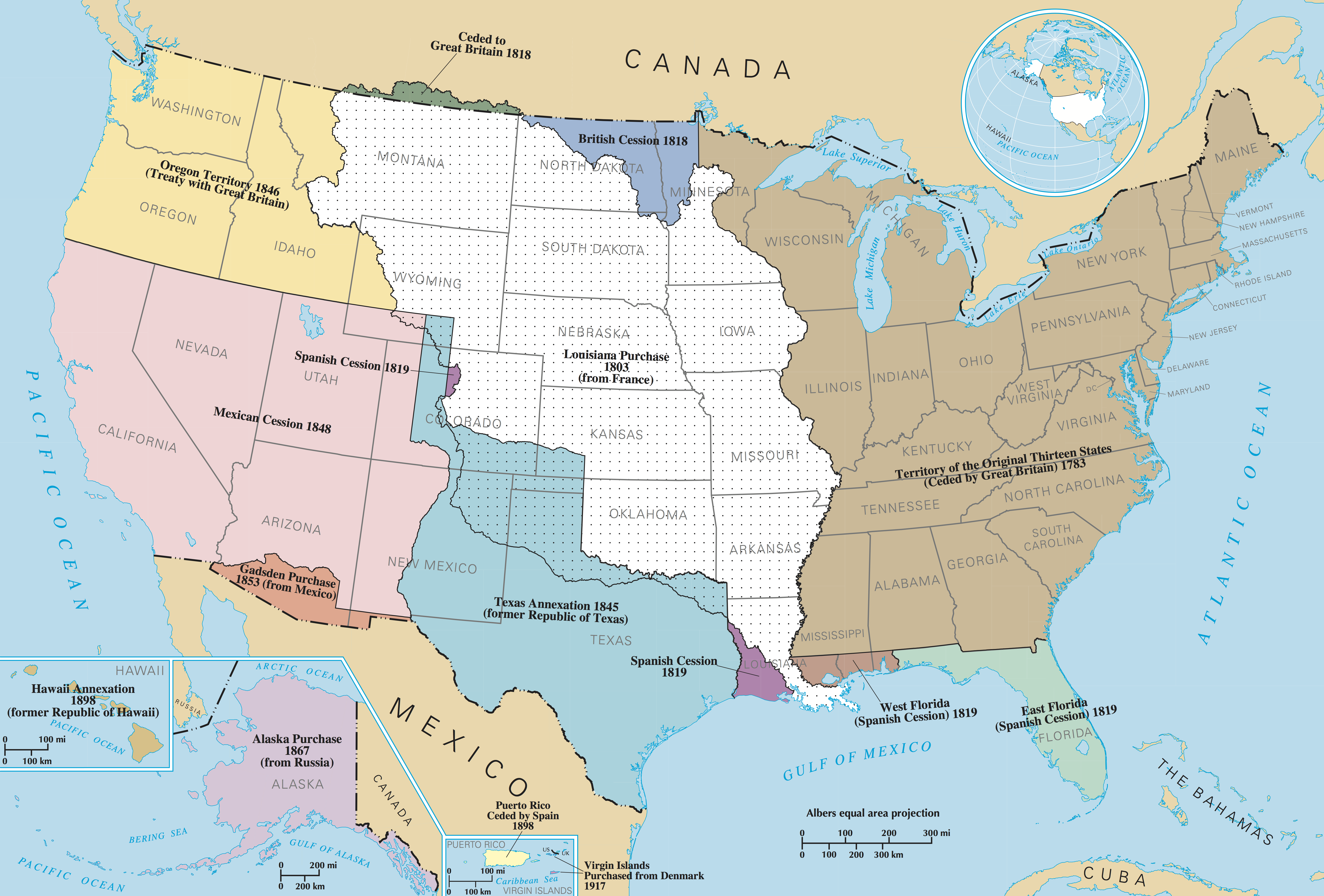
Mappa degli Stati Uniti d'America all'epoca della conclusione del trattato internazionale. Il territorio ceduto dal Messico è individuato con il colore arancione.

L’Acquisto Gadsden è stata la cessione di una regione di 76 800 km² (equivalenti a poco meno di 30 000 miglia quadrate), limitata a nord dal fiume Gila e ad est dal Rio Grande, corrispondente alle attuali sezioni meridionali di Arizona e Nuovo Messico, che fu venduta dal Messico agli Stati Uniti con il Trattato de La Mesilla, firmato dal Presidente Franklin Pierce il 24 giugno 1853 e ratificato dal Senato statunitense nell'aprile dell'anno seguente.
Esso prende il nome da James Gadsden, che all'epoca era ambasciatore degli USA in Messico e negoziò l'accordo, su istruzioni di William Marcy, Segretario di Stato durante l'amministrazione Pierce. Il suo scopo fu permettere la costruzione di una ferrovia transcontinentale che seguisse un tracciato molto spostato a Sud, e dipanare questioni di confine che erano state lasciate irrisolte dal trattato di Guadalupe Hidalgo, col quale si era conclusa la guerra messico-statunitense del 1846-1848.
Con lo sviluppo della ferrovia e la concomitante corsa all'oro in California, molti uomini d'affari del Sud videro in una linea che collegasse direttamente il Sud con la costa del Pacifico un'opportunità di espansione dei loro traffici. Le rotte commerciali allora esistenti, infatti, non passavano attraverso la parte meridionale del vasto territorio acquisito nel 1848, a causa della sua natura impervia e montagnosa, ma più a Nord, a tutto vantaggio dei mercati settentrionali; d'altra parte, ogni progetto realistico di una linea meridionale, che evitasse le montagne, prevedeva uno sconfinamento in quello che all'epoca era ancora territorio messicano.
L'amministrazione Pierce volle negoziare l'acquisto, non solo per permettere la costruzione della ferrovia, ma anche in vista di un'ulteriore espansione nel Messico settentrionale. Di questo disegno imperialistico era promotore Jefferson Davis, già veterano della guerra del 1846-48, all'epoca Ministro della guerra, e destinato a diventare celebre pochi anni più tardi come Presidente degli Stati Confederati d’America. Alla fine però, se da un lato la cessione fu realizzata per 10 milioni di dollari (contro i 15 inizialmente previsti), dall'altro ciò avvenne solo poiché il Messico non concesse rinunzie territoriali di più ampia portata.
Come spesso avveniva in quel periodo negli USA, l'Acquisto Gadsden scatenò accese dispute sulla questione della schiavitù, contrapponendo ancora una volta Nord e Sud, e fu solo molto dopo la fine della Guerra di Secessione che il progetto di una linea transcontinentale arrivò a compimento, peraltro senza nemmeno attraversare le terre appositamente comprate per quello scopo.